# Kościół św. Marii Magdaleny w Lubomi
Kościół św. Marii Magdaleny w Lubomi – rzymskokatolicki kościół parafialny zlokalizowany we wsi Lubomia (powiat wodzisławski, województwo śląskie). Funkcjonuje przy nim parafia św. Marii Magdaleny.

## Historia i architektura

### Pierwszy kościół

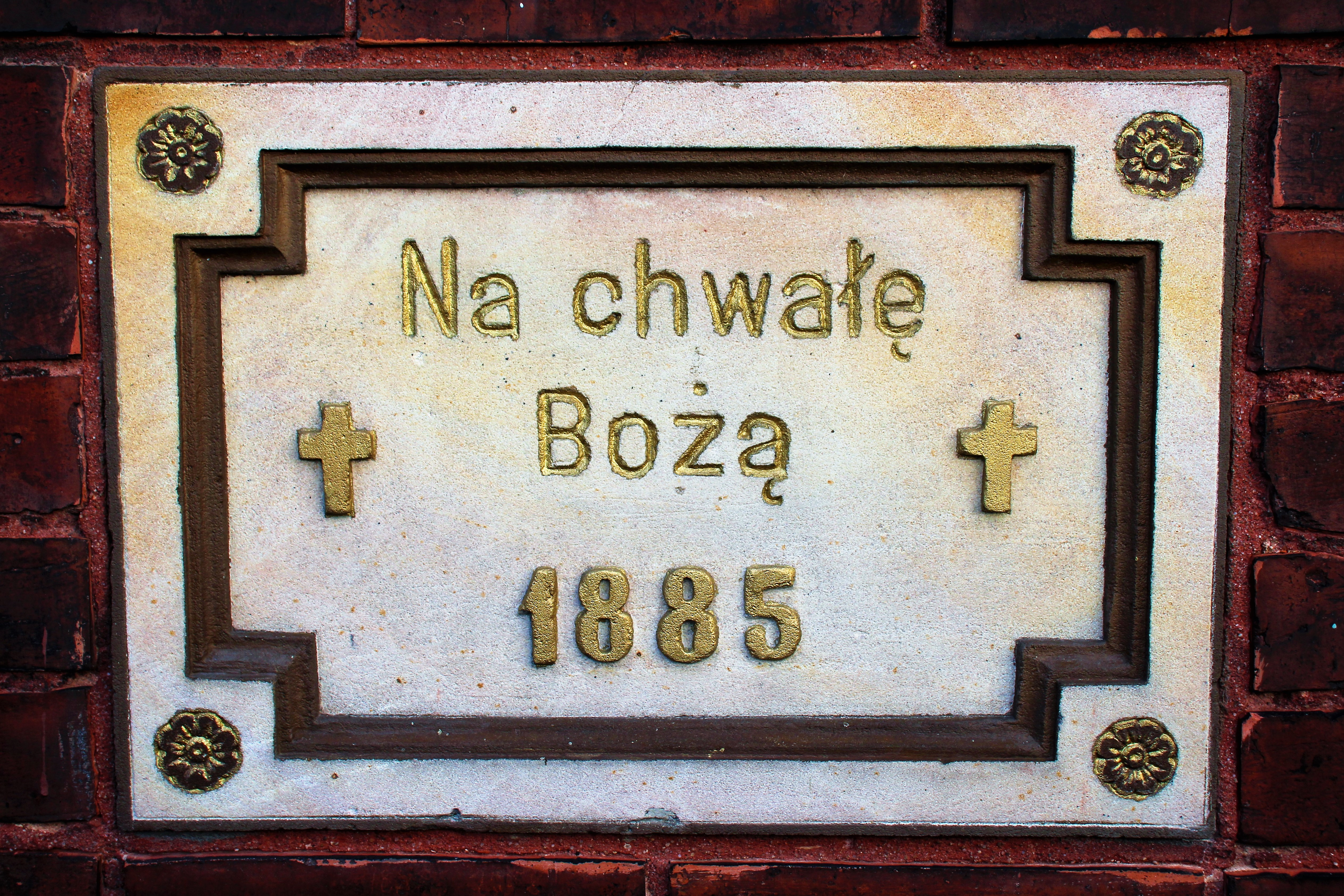
Plakieta z 1885

Pierwszy zapis o parafii we wsi pochodzi z 1303. 3 lutego 1303 biskup wrocławski Mikołaj (z inicjatywy księcia raciborskiego, Przemysława), poświęcił lokalny drewniany kościół i cmentarz. Świątynia ta zachowała się do 1516 - zbudowano wówczas nową lub znacznie zmodernizowano pierwotną. Opisy obiektu przechowały się w sprawozdaniach wizytacyjnych (1652, 1679 oraz 1688). Drewniana świątynia stała na podmurowanym fundamencie o długości około 18,5 metra i szerokości 10,5 metra. Miał cztery okna i dwoje drzwi. Nad drzwiami północnymi wyryto datę 1516 (przyjętą za datę modernizacji bądź budowy). Wnętrze kościoła wymalowano i wyłożono deskami. Nad chórem istniało sklepienie kolebkowe, zdobione wizerunkami muzykujących aniołów. Ściany chóru przyozdobiono wizerunkami sakramentów oraz świętych: Piotra i Pawła. Nawa pokryta była płaskim stropem z malowidłami przedstawiającymi świętych, natomiast na ścianach bocznych uwidoczniono sceny z życia Chrystusa, przetykane gotyckimi ornamentami. Kościół ten miał trzy ołtarze (główny i boczne: św. Anny i św. Krzyża). Tabernakulum i figury były złocone. Ołtarz główny był późnogotyckim tryptykiem z wizerunkiem Świętej Rodziny, Nawiedzenia NMP i hołdu Trzech Króli. Wyposażenie uzupełniał olejny obraz Najświętszej Marii Panny koronowanej przez anioły.
Obiekt posiadał dzwonnicę (do 1675 przybudowaną do nawy, a od 1688 wolnostojącą z trzema dzwonami). W 1675, do kuli na dachu dzwonnicy, włożono dokument sporządzony przez ks. Fabriciusa, zawierający ówczesne aktualności. Kulę otwarto w 1730 i umieszczono w niej kolejny dokument sporządzony przez ks. Wacławczyka.

### Obecny kościół
Obecny kościół wzniesiono w 1885 (lub 1886) po przeciwnej stronie drogi. Inicjatorem jego budowy był ksiądz Antoni Kokorski. Projekt sporządził bytomski mistrz budowlany, Paweł Jackisch.
Jest to obiekt neogotycki, ceglany. Od południowego wschodu przylega doń wieża zwieńczona ostrosłupowym hełmem. Nawa ma rzut prostokąta. Przylega do niej zamknięte wielobocznie i węższe prezbiterium. Wnętrze jest jednonawowe. Ma wystrój neogotycki. Ze starej świątyni zachowała się weń część wyposażenia: komoda w zakrystii (XVIII wiek), obraz św. Jana Nepomucena, krucyfiks (barok), rokokowa monstrancja, kielich w stylu regencji (pierwsza połowa XVIII wieku), pacyfikał w kształcie krzyża (XVIII wiek), lichtarze cynowe (cztery sztuki), drewniane lichtarze procesyjne (XVIII wiek, dwie sztuki) oraz gotycki dzwon (1508) z napisem minuskułą.

## Galeria

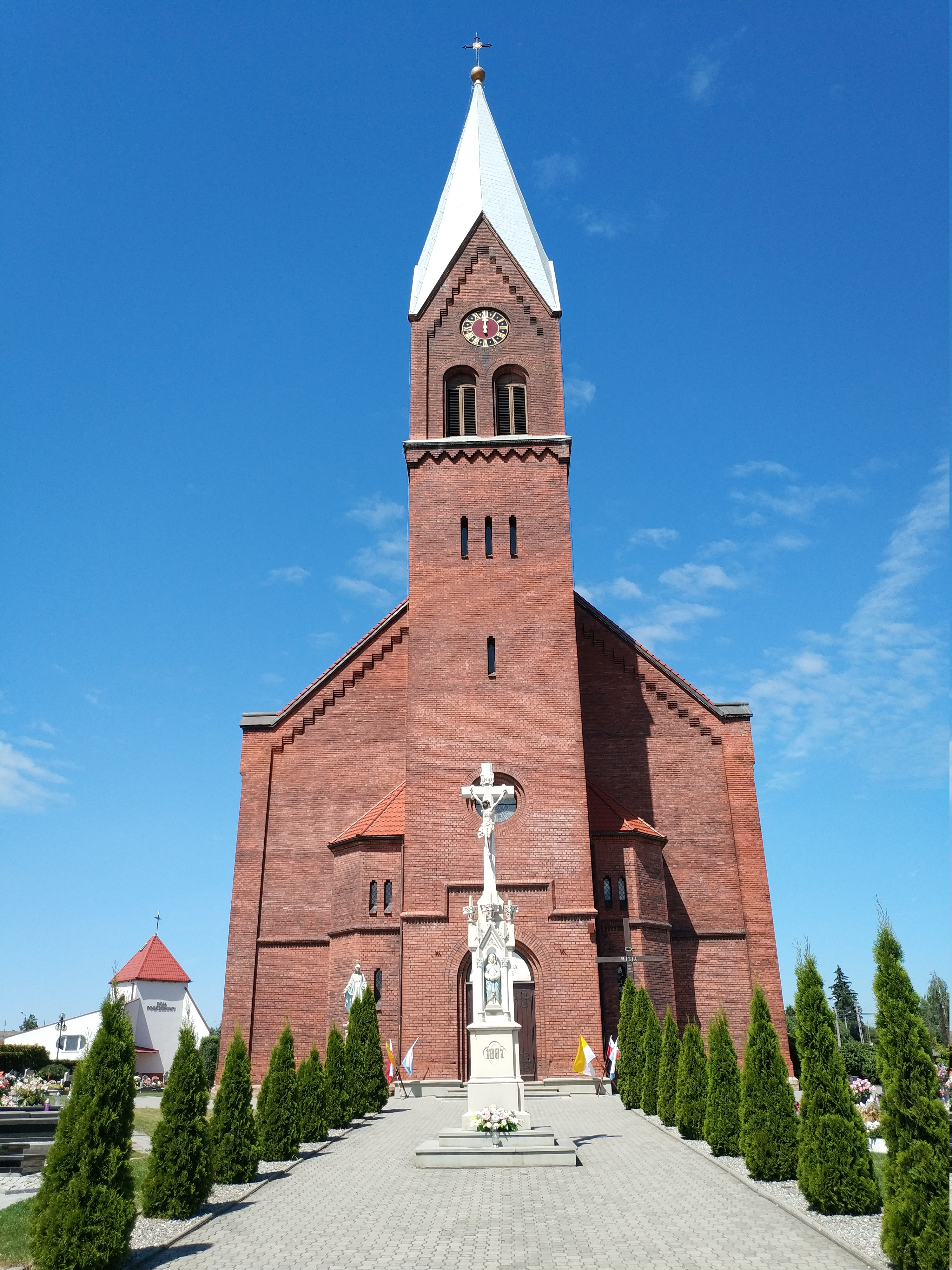
Wieża
Widok od strony prezbiterium
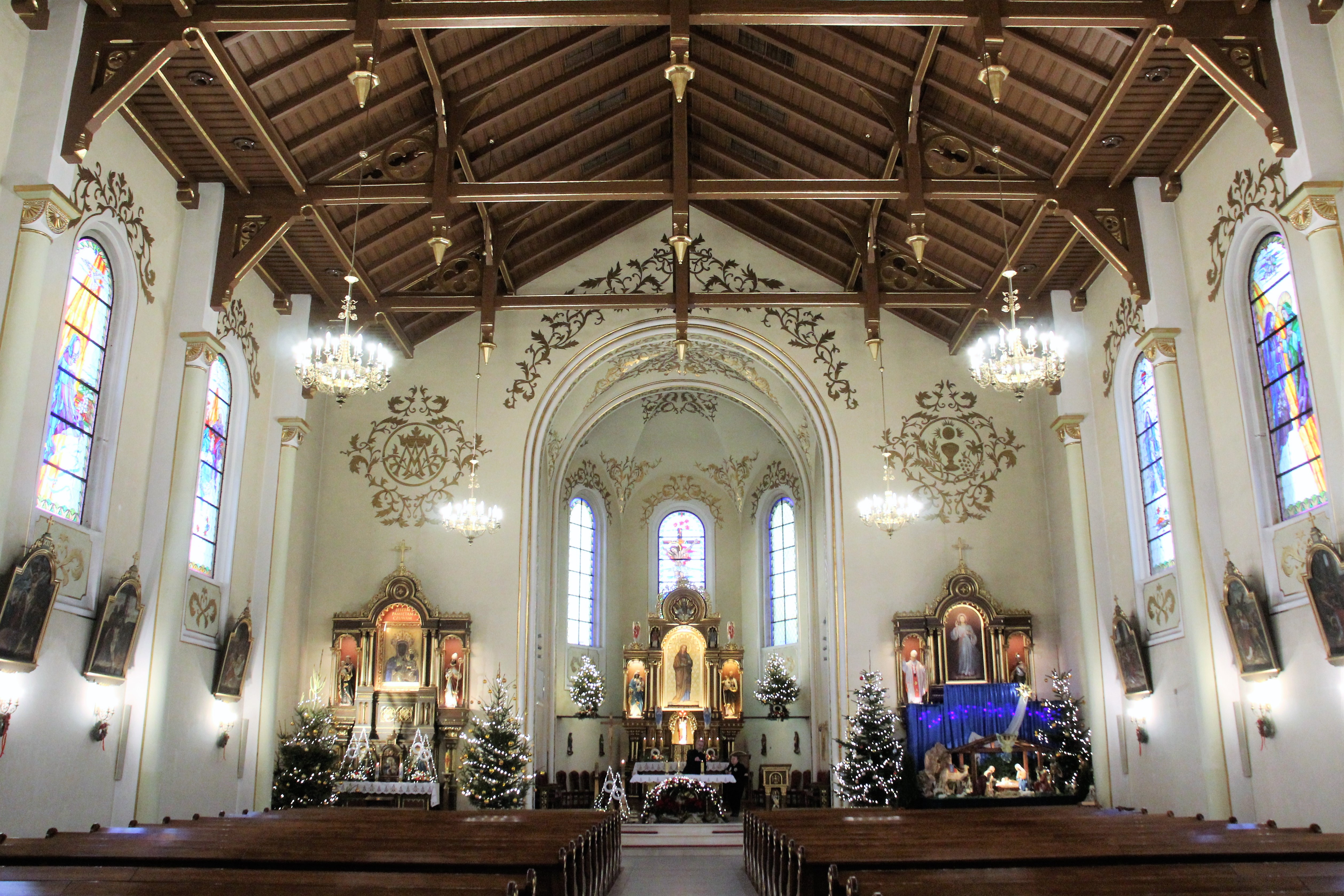
Wnętrze z ołtarzami
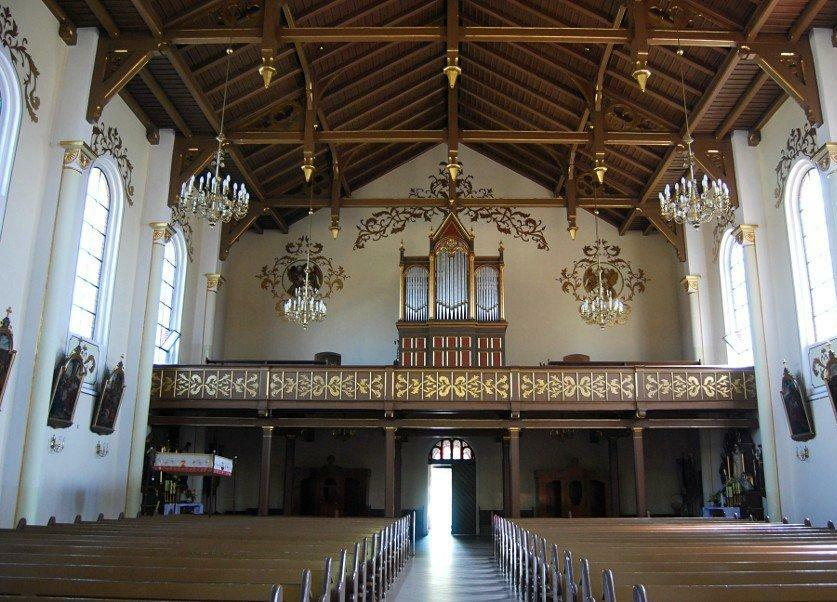
Chór organowy